# Tsirananaclia formosa
Tsirananaclia formosa är en fjärilsart som beskrevs av Griveaud 1972. Tsirananaclia formosa ingår i släktet Tsirananaclia och familjen björnspinnare. Inga underarter finns listade i Catalogue of Life.